# Личная уния
Ли́чная у́ния — объединение двух или более самостоятельных монархических государств в союз с одним главой, который становится, таким образом, главой каждого государства — члена союза. Подобное объединение основано исключительно на временном единстве монарха, в силу случайного совпадения в его лице прав на престол двух различных государств.
Реальная уния, в отличие от личной (персональной) унии, предполагает постоянное единство монарха и, следовательно, одинаковый порядок престолонаследия. Единство монарха в этом случае закрепляется на основании заключённого между государствами договора, что предполагает принятие единой либо одинаковой конституции (учредительного акта) в обоих государствах, создание отдельных совместных органов государственного управления, поэтому такая уния носит более устойчивый характер. Вместе с тем, в этом случае более слабое государство, входящее в союз, теряет часть своего суверенитета.
Термин впервые использован немецким юристом Иоганном Стефаном Пюттером в его Elementa Iuris Publici Germanici (Göttingen, 1760).

## Полномочия
Глава союза наделяется только теми полномочиями, которые строго соответствуют (за редкими исключениями) полномочиям глав отдельных государств. Такой тип союза не является федерацией, которая на международном уровне выступает единым государством.
Страны, входящие в личную унию, формально являются полностью независимыми друг от друга; теоретически одно государство унии может даже объявить войну другому, если соответствующими полномочиями обладает неподконтрольный монарху орган (к примеру, парламент). Вместе с тем подобные ситуации не известны.
Персональные унии могут возникать по различным причинам, от почти случайных, когда, например, принцесса, будучи замужем за королём одного государства, становится царствующей королевой другого государства, и их общий ребёнок наследует трон обоих государств, до фактического присоединения государств, когда в некоторых случаях персональные унии создавались с целью предотвращения мятежей. Такие союзы могут быть законно обоснованы путём явного утверждения объединения двух государств в конституциях либо могут не иметь законных оснований, и тогда они могут легко распадаться по причине различных правил наследования позиции главы государства.
Например, соединение британской и ганноверской монархий при четырёх Георгах и Вильгельме IV было случайным, поскольку порядок престолонаследия в двух государствах не был одинаков. По ганноверскому законодательству страну не могла возглавлять женщина. Поэтому, с воцарением в Британии королевы Виктории ганноверский трон перешёл к её дяде Эрнсту Августу, и ганноверская корона отделилась от британской. Такой же личный характер имела уния, соединившая Нидерланды и Люксембург в 1815 году. Люксембург, переданный Нассаускому дому актом Венского конгресса, как вознаграждение за уступку Пруссии княжеств Нассау, Дилленбург, Зиген, Гадамар и Дитц, в 1890 году отделился от Нидерландов в силу недопустимости по люксембургскому праву перехода короны к женщине. В Нидерландах престол получила представительница младшей, или оттоновой, нассауской, линии королева Вильгельмина, а в Люксембурге — представитель старшей или вальрамской линии, герцог Адольф.
По причине избираемости главы государства в республиках личные унии практически всегда являются феноменом монархий, за исключением случая Франции и Андорры, поскольку каждый французский президент автоматически становится князем-соправителем Андоры.

## Примеры личных уний

### Существовавшие в прошлом
- Венгерско-хорватская уния под властью венгерских королей в (1102—1527):
  -  Королевство Венгрия
  -  Королевство Хорватия
- Иерусалимско-Кипрская уния под властью Лузиньянов (1197—1205) и (1267—1291).
  -  Иерусалимское королевство
  -  Кипрское королевство
- Польско-Венгерско-Хорватская уния под властью Людовика I Великого (1370—1382) и Владислава III Варненчика (1440—1444).
  -  Королевство Венгрия
  -  Королевство Польское
  -  Королевство Хорватия
- Союз Королевства Польского и Великого княжества Литовского (начиная с Кревской унии в 1386—1401, 1447—1492 и 1501—1569 годах; 1569 году посредством Люблинской унии был заключён постоянный союз — Речь Посполитая, а монархия стала выборной). См. Польско-литовские унии
  -  Королевство Польское
  -  Великое княжество Литовское
- Кальмарская уния — под властью датских королей (1397—1523).
  -  Королевство Дания
  -  Королевство Норвегия
  -  Королевство Швеция
- Иберийская уния — династическая уния корон Испании и Португалии (1580—1640)
  -  Испания
  -  Португалия
- Уния Речи Посполитой и Швеции под властью Сигизмунда III (1592—1595)
  -  Речь Посполитая
  -  Швеция
- Личная уния Королевства Шотландия и Королевства Англия под властью Якова VI (1603—1707)
  -  Шотландия
  -  Англия
- Личная уния Великобритании и курфюршества (c 1814 года королевства) Ганновер (1714—1837)
  -  Великобритания
  -  Ганновер (королевство)
- Государства, которые были в личной унии под властью Наполеона I
  -  Французская империя (1804—1814)
  -  Королевство Италия (1805—1814)
  -  Великое герцогство Берг (1808—1809)
- Личная уния Нидерландов и Люксембурга (1815—1890)
  -  Нидерланды
  -  Люксембург
- Бельгийско-Конголезская уния под властью Леопольда II (1885—1905)
  -  Королевство Бельгия
  -  Свободное государство Конго
- Датско-Исландская уния под властью Кристиана X (1918—1944; фактически до апреля-мая 1940 года, когда после оккупации Дании немецкими войсками и Исландии британскими войсками связи между странами были нарушены)
  -  Королевство Дания
  -  Королевство Исландия
- Итало-Албанская уния под властью Виктора Эммануила III (1939—1943)
  -  Албанское королевство
  -  Королевство Италия